# Campionati del mondo di atletica leggera 2011 - Staffetta 4×100 metri maschile
La staffetta 4×100 metri maschile ai campionati del mondo di atletica leggera 2011 si è tenuta il 4 settembre, con le 3 semifinali corse a partire dalle 19:00 e la finale corsa alle 21:00.

## Risultati

### Batterie
Si qualificano alla finale le prime 2 di ogni batteria più i 2 tempi più veloci.
| Pos | Batteria | Nazione             | Atleti                                                                           | Tempo | Note  |
| --- | -------- | ------------------- | -------------------------------------------------------------------------------- | ----- | ----- |
| 1   | 1        | Stati Uniti         | Trell Kimmons, Justin Gatlin, Maurice Mitchell, Travis Padgett                   | 37.79 | Q, WL |
| 2   | 2        | Trinidad e Tobago   | Keston Bledman, Marc Burns, Aaron Armstrong, Richard Thompson                    | 37.91 | Q, SB |
| 3   | 2        | Giamaica            | Nesta Carter, Michael Frater, Yohan Blake, Dexter Lee                            | 38.07 | Q, SB |
| 4   | 3        | Gran Bretagna       | Christian Malcolm, Craig Pickering, Marlon Devonish, Harry Aikines-Aryeetey      | 38.29 | Q, SB |
| 5   | 3        | Polonia             | Paweł Stempel, Dariusz Kuć, Robert Kubaczyk, Kamil Kryński                       | 38.37 | Q, SB |
| 6   | 1        | Francia             | Teddy Tinmar, Christophe Lemaitre, Yannick Lesourd, Jimmy Vicaut                 | 38.38 | Q, SB |
| 7   | 3        | Italia              | Michael Tumi, Simone Collio, Emanuele Di Gregorio, Fabio Cerutti                 | 38.41 | q, SB |
| 8   | 2        | Saint Kitts e Nevis | Jason Rogers, Kim Collins, Antoine Adams, Brijesh Lawrence                       | 38.47 | q, NR |
| 9   | 2        | Giappone            | Yuichi Kobayashi, Masashi Eriguchi, Shinji Takahira, Hitoshi Saito               | 38.66 | SB    |
| 10  | 3        | Australia           | Anthony Alozie, Matt Davies, Aaron Rouge-Serret, Isaac Ntiamoah                  | 38.69 | SB    |
| 11  | 2        | Sudafrica           | Hannes Dreyer, Ofentse Mogawane, Roscoe Engel, Thuso Mpuang                      | 38.72 | SB    |
| 12  | 2        | Cina                | Chen Qiang, Liang Jiahong, Su Bingtian, Lao Yi                                   | 38.87 | SB    |
| 13  | 2        | Porto Rico          | Marcos Amalbert, Carlos Rodríguez, Marquis Holston, Miguel López                 | 39.04 | NR    |
| 14  | 1        | Portogallo          | Ricardo Monteiro, João Ferreira, Arnaldo Abrantes, Yazaldes Nascimento           | 39.09 | SB    |
| 15  | 1        | Ghana               | Emmanuel Kubi, Tim Abeyie, Ashhad Agyapong, Aziz Zakari                          | 39.17 |       |
| 16  | 1        | Taipei cinese       | Wang Wen-Tang, Liu Yuan-Kai, Tsai Meng-Lin, Yi Wei-Chen                          | 39.30 |       |
| 17  | 3        | Canada              | Sam Effah, Gavin Smellie, Jared Connaughton, Justyn Warner                       | 39.28 |       |
| 18  | 3        | Thailandia          | Weerawat Pharueang, Suppachai Chimdee, Sompote Suwannarangsri, Jirapong Meenapra | 39.54 | SB    |
|     | 1        | Brasile             | Diego Cavalcanti, Sandro Viana, Nilson André, Bruno de Barros                    | DSQ   |       |
|     | 3        | Corea del Sud       | Yeo Ho-Suah, Cho Kyu-won, Kim Kukyoung, Lim Hee-nam                              | DSQ   |       |
|     | 3        | Paesi Bassi         | Giovanni Codrington, Brian Mariano, Jerrel Feller, Patrick van Luijk             | DSQ   |       |
|     | 2        | Germania            | Tobias Unger, Marius Broening, Sebastian Ernst, Alex Schaf                       | DNF   |       |
|     | 1        | Svizzera            | Pascal Mancini, Reto Schenkel, Alex Wilson, Marc Schneeberger                    | DNF   |       |

### Finale
| Pos | Corsia | Nazione             | Atleti                                                                      | Tempo   | Note |
| --- | ------ | ------------------- | --------------------------------------------------------------------------- | ------- | ---- |
| 1   | 6      | Giamaica            | Nesta Carter, Michael Frater, Yohan Blake, Usain Bolt                       | 37.04   | WR   |
| 2   | 8      | Francia             | Teddy Tinmar, Christophe Lemaitre, Yannick Lesourd, Jimmy Vicaut            | 38.20   | SB   |
| 3   | 1      | Saint Kitts e Nevis | Jason Rogers, Kim Collins, Antoine Adams, Brijesh Lawrence                  | 38.49   |      |
| 4   | 7      | Polonia             | Paweł Stempel, Dariusz Kuć, Robert Kubaczyk, Kamil Kryński                  | 38.50   |      |
| 5   | 2      | Italia              | Michael Tumi, Simone Collio, Emanuele Di Gregorio, Fabio Cerutti            | 38.96   |      |
| 6   | 5      | Trinidad e Tobago   | Keston Bledman, Marc Burns, Aaron Armstrong, Richard Thompson               | 39.01 * |      |
|     | 4      | Stati Uniti         | Trell Kimmons, Justin Gatlin, Darvis Patton, Walter Dix                     | DNF     |      |
|     | 3      | Gran Bretagna       | Christian Malcolm, Craig Pickering, Marlon Devonish, Harry Aikines-Aryeetey | DNF     |      |